# Copa Libertadores 2017
De Copa Libertadores de América 2017 was de 57e editie van de Copa Libertadores, een jaarlijks voetbaltoernooi voor clubs uit Latijns-Amerika, georganiseerd door de CONMEBOL. Sinds 2014 is de officiële naam van het toernooi de  Copa Bridgestone Libertadores. Het toernooi vond plaats van 23 januari 2017 tot en met 29 november 2017. Atlético Nacional was de titelhouder, maar werd uitgeschakeld in de groepsfase. De nieuwe winnaar was Grêmio, dat zich daarmee ook plaatste voor het WK voor clubs 2017 en de Recopa Sudamericana 2018.

## Wijzigingen in competitiestructuur
Vanaf dit seizoen worden de volgende wijzigingen doorgevoerd:
- het aantal teams wordt uitgebreid van 38 naar 47 teams.[8]
- 32 teams zullen direct worden toegelaten tot het hoofdtoernooi , de 10 verliezers uit de Copa Libertadores zullen worden overgeheveld naar de copa sudamericana.
- Het toernooi wordt gespeeld van eind februari tot begin december.
- De copa Sudamericana en Copa Libertadores zullen nu tegelijkertijd worden gespeeld dus een team kan zich niet meer kwalificeren voor beide toernooien in het een het zelfde jaar , tenzij zij worden getransfereerd van de copa libertadores naar de copa sudamericana.

## Loting
De loting voor de competitie vond plaats op  21 december 2016, 20:00 PYST (UTC−3), in de  CONMEBOL Convention Centre in Luque, Paraguay.

## Programma
Het programma is als volgt.
| fase         | heenwedstrijd | terugwedstrijd               |
| ------------ | --- | ---------------------------- |
| 1e voorronde | 23 januari 2017 | 27 januari 2017              |
| 2e voorronde | 31 januari – 2 februari 2017 | 7–9 februari 2017            |
| 3e voorronde | 14–16 februari 2017 | 21–23 februari 2017          |
| Groepsfase   | Week 1: 7–9 maart 2017 Week 2: 14–16 maart 2017 Week 3: 11–13 april 2017 Week 4: 18–20 april 2017 Week 5: 25–27 april 2017 Week 6: 2–4 mei 2017 Week 7: 16–18 mei 2017 Week 8: 23–25 mei 2017 |                              |
| laatste 16   | 4–6 juli 2017 | 8–10 augustus 2017           |
| kwartfinale  | 12–14 september 2017 | 19–21 september 2017         |
| halve finale | 24–26 oktober 2017 | 31 oktober – 2 november 2017 |
| Finale       | 22 november 2017 | 29 november 2017             |

## Kwalificatie

### 1e voorronde
| Team 1              | Tot. | Team 2                  | 1e wedstr. | 2e wedstr. |
| ------------------- | ---- | ----------------------- | ---------- | ---------- |
| Universitario       | 5–7  | Montevideo Wanderers    | 3-2        | 2-5        |
| Deportivo Municipal | 2–3  | Independiente del Valle | 0-1        | 2-2        |
| Deportivo Capiatá   | 1–0  | Deportivo Táchira       | 1-0        | 0-0        |

### 2e voorronde
| Team 1                  | Tot.        | Team 2         | 1e wedstr. | 2e wedstr. |
| ----------------------- | ----------- | -------------- | ---------- | ---------- |
| Atlético Paranaense     | 1–1 (4–2 p) | Millonarios    | 1-0        | 0-1        |
| Botafogo                | 3–2         | Colo-Colo      | 2-1        | 1-1        |
| Cerro                   | 2–5         | Unión Española | 2-3        | 0-2        |
| Carabobo                | 0–4         | Junior         | 0-1        | 0-3        |
| Atlético Tucumán        | 3–2         | El Nacional    | 2-2        | 1-0        |
| Montevideo Wanderers    | 0–6         | The Strongest  | 0-2        | 0-4        |
| Independiente del Valle | 2–3         | Olimpia        | 1-0        | 1-3        |
| Deportivo Capiatá       | 4–3         | Universitario  | 1-3        | 3-0        |

### 3e voorronde
| Team 1              | Tot.        | Team 2            | 1e wedstr. | 2e wedstr. |
| ------------------- | ----------- | ----------------- | ---------- | ---------- |
| Atlético Paranaense | 4–3         | Deportivo Capiatá | 3-3        | 1-0        |
| Botafogo            | 1–1 (3–1 p) | Olimpia           | 1-0        | 0-1        |
| Unión Española      | 1–6         | The Strongest     | 1-1        | 0-5        |
| Junior              | 2–3         | Atlético Tucumán  | 1-0        | 1-3        |

## Groepsfase
De top 2 van elke groep plaatst zich voor de laatste 16, terwijl de acht nummers 3 zich plaatsen voor de Copa Sudamericana 2017.

### Groep 1
| Ploeg             | Pnt | GW | G | GL | V | DV | DT | DS |
| ----------------- | --- | -- | - | -- | - | -- | -- | -- |
| Botafogo          | 10  | 6  | 3 | 1  | 2 | 6  | 5  | 1  |
| Barcelona         | 10  | 6  | 3 | 1  | 2 | 8  | 8  | 0  |
| Estudiantes       | 9   | 6  | 3 | 0  | 3 | 7  | 8  | −1 |
| Atlético Nacional | 6   | 6  | 2 | 0  | 4 | 8  | 8  | 0  |

### Groep 2
| Ploeg            | Pnt | GW | G | GL | V | DV | DT | DS  |
| ---------------- | --- | -- | - | -- | - | -- | -- | --- |
| Santos           | 12  | 6  | 3 | 3  | 0 | 11 | 4  | 7   |
| The Strongest    | 9   | 6  | 2 | 3  | 1 | 9  | 5  | 4   |
| Santa Fe         | 8   | 6  | 2 | 2  | 2 | 8  | 6  | 2   |
| Sporting Cristal | 2   | 6  | 0 | 2  | 4 | 2  | 15 | −13 |

### Groep 3
| Ploeg                  | Pnt | GW | G | GL | V | DV | DT | DS |
| ---------------------- | --- | -- | - | -- | - | -- | -- | -- |
| River Plate            | 13  | 6  | 4 | 1  | 1 | 14 | 9  | 5  |
| Emelec                 | 10  | 6  | 3 | 1  | 2 | 8  | 5  | 3  |
| Independiente Medellín | 9   | 6  | 3 | 0  | 3 | 8  | 8  | 0  |
| Melgar                 | 3   | 6  | 1 | 0  | 5 | 6  | 14 | −8 |

### Groep 4
| Ploeg                | Pnt | GW | G | GL | V | DV | DT | DS |
| -------------------- | --- | -- | - | -- | - | -- | -- | -- |
| San Lorenzo          | 10  | 6  | 3 | 1  | 2 | 8  | 8  | 0  |
| Atlético Paranaense  | 10  | 6  | 3 | 1  | 2 | 9  | 10 | −1 |
| Flamengo             | 9   | 6  | 3 | 0  | 3 | 11 | 7  | 4  |
| Universidad Católica | 5   | 6  | 1 | 2  | 3 | 8  | 11 | −3 |

### Groep 5
| Ploeg            | Pnt | GW | G | GL | V | DV | DT | DS |
| ---------------- | --- | -- | - | -- | - | -- | -- | -- |
| Palmeiras        | 13  | 6  | 4 | 1  | 1 | 13 | 9  | 4  |
| Wilstermann      | 9   | 6  | 3 | 0  | 3 | 12 | 10 | 2  |
| Atlético Tucumán | 7   | 6  | 2 | 1  | 3 | 8  | 10 | −2 |
| Peñarol          | 6   | 6  | 2 | 0  | 4 | 11 | 15 | −4 |

### Groep 6
| Ploeg            | Pnt | GW | G | GL | V | DV | DT | DS  |
| ---------------- | --- | -- | - | -- | - | -- | -- | --- |
| Atlético Mineiro | 13  | 6  | 4 | 1  | 1 | 17 | 6  | 11  |
| Godoy Cruz       | 11  | 6  | 3 | 2  | 1 | 10 | 8  | 2   |
| Libertad         | 6   | 6  | 1 | 3  | 2 | 7  | 9  | −2  |
| Sport Boys       | 2   | 6  | 0 | 2  | 4 | 8  | 19 | −11 |

### Groep 7
| Ploeg       | Pnt | GW | G | GL | V | DV | DT | DS |
| ----------- | --- | -- | - | -- | - | -- | -- | -- |
| Lanús       | 13  | 6  | 4 | 1  | 1 | 13 | 3  | 10 |
| Nacional    | 8   | 6  | 2 | 2  | 2 | 5  | 3  | 2  |
| Chapecoense | 7   | 6  | 2 | 1  | 3 | 6  | 12 | −6 |
| Zulia       | 5   | 6  | 1 | 2  | 3 | 4  | 10 | −6 |

### Groep 8
| Ploeg            | Pnt | GW | G | GL | V | DV | DT | DS  |
| ---------------- | --- | -- | - | -- | - | -- | -- | --- |
| Grêmio           | 13  | 6  | 4 | 1  | 1 | 15 | 6  | 9   |
| Guaraní          | 11  | 6  | 3 | 2  | 1 | 9  | 7  | 2   |
| Deportes Iquique | 10  | 6  | 3 | 1  | 2 | 12 | 9  | 3   |
| Zamora           | 0   | 6  | 0 | 0  | 6 | 6  | 20 | −14 |

## Eindfase

### Laatste 16
| Team 1              | Tot.        | Team 2           | 1e wedstr. | 2e wedstr. |
| ------------------- | ----------- | ---------------- | ---------- | ---------- |
| Guaraní             | 1–3         | River Plate      | 0-2        | 1-1        |
| Atlético Paranaense | 2–4         | Santos           | 2-3        | 0-1        |
| Nacional            | 0–3         | Botafogo         | 0-1        | 0-2        |
| Emelec              | 1–1 (4–5 p) | San Lorenzo      | 0-1        | 1-0        |
| The Strongest       | 1–2         | Lanús            | 1-1        | 0-1        |
| Godoy Cruz          | 1–3         | Grêmio           | 0-1        | 1-2        |
| Barcelona           | 1–1 (5–4 p) | Palmeiras        | 1-0        | 0-1        |
| Jorge Wilstermann   | 1–0         | Atlético Mineiro | 1-0        | 0-0        |

### Kwartfinales
- heenduels: 13-14 september 2017
- returns: 20-21 september 2017.[12]

| Team 1            | Tot.             | Team 2      | 1e wedstr. | 2e wedstr. |
| ----------------- | ---------------- | ----------- | ---------- | ---------- |
| Jorge Wilstermann | 3-8              | River Plate | 3-0        | 0-8        |
| Barcelona         | 2-1              | Santos      | 1-1        | 1-0        |
| Botafogo          | 0-1              | Grêmio      | 0-0        | 0-1        |
| San Lorenzo       | 2-2 (3-4 na pen) | Lanús       | 2-0        | 0-2        |

### Halve finales
- heenduels: 24-26 oktober 2017
- returns: 31 oktober - 2 november 2017.

| Team 1      | Tot. | Team 2 | 1e wedstr. | 2e wedstr. |
| ----------- | ---- | ------ | ---------- | ---------- |
| River Plate | 3-4  | Lanús  | 1-0        | 2-4        |
| Barcelona   | 1-3  | Grêmio | 0-3        | 1-0        |

### Finale
In de finale was de uitdoelpuntenregel niet van toepassing. Als beide teams over twee wedstrijden gelijk stonden, volgde er een verlenging van tweemaal een kwartier. Indien dan nog geen winnaar, dan volgde er een strafschoppenreeks.
| Team 1 | Tot. | Team 2 | 1e wedstr. | 2e wedstr. |
| ------ | ---- | ------ | ---------- | ---------- |
| Grêmio | 3–1  | Lanús  | 1–0        | 1–2        |

|                                |            |     |       | |
| 22 november 2017 21:45 (UTC−3) | Grêmio     | 1–0 | Lanús | Stadion: Arena do Grêmio, Porto Alegre Toeschouwers: 55.188 Scheidsrechter: Bascuñán Assistenten: Carlos Astroza Assistenten: Christian Schiemann Vierde official: Diego Haro Video-assistenten: Jesús Valenzuela Video-assistenten: Christian Lescano Video-assistenten: Roddy Zambrano (AVAR) |
| 22 november 2017 21:45 (UTC−3) | Cícero 82' |     |       | Stadion: Arena do Grêmio, Porto Alegre Toeschouwers: 55.188 Scheidsrechter: Bascuñán Assistenten: Carlos Astroza Assistenten: Christian Schiemann Vierde official: Diego Haro Video-assistenten: Jesús Valenzuela Video-assistenten: Christian Lescano Video-assistenten: Roddy Zambrano (AVAR) |
| 22 november 2017 21:45 (UTC−3) |            |     |       | Stadion: Arena do Grêmio, Porto Alegre Toeschouwers: 55.188 Scheidsrechter: Bascuñán Assistenten: Carlos Astroza Assistenten: Christian Schiemann Vierde official: Diego Haro Video-assistenten: Jesús Valenzuela Video-assistenten: Christian Lescano Video-assistenten: Roddy Zambrano (AVAR) |
| 22 november 2017 21:45 (UTC−3) |            |     |       | Stadion: Arena do Grêmio, Porto Alegre Toeschouwers: 55.188 Scheidsrechter: Bascuñán Assistenten: Carlos Astroza Assistenten: Christian Schiemann Vierde official: Diego Haro Video-assistenten: Jesús Valenzuela Video-assistenten: Christian Lescano Video-assistenten: Roddy Zambrano (AVAR) |
|                                |            |     |       | |

|                                |                 |     |                                          | |
| 29 november 2017 20:45 (UTC−4) | Lanús           | 1–2 | Grêmio                                   | Stadion: Estadio Ciudad de Lanús, Lanús Toeschouwers: 45.000 Scheidsrechter: Cáceres Assistenten: Eduardo Cardozo Assistenten: Juan Zorrilla Vierde official: Éber Aquino Video-assistenten: Jesús Valenzuela Video-assistenten: Milcíades Saldívar Video-assistenten: Víctor Carrillo (AVAR) |
| 29 november 2017 20:45 (UTC−4) | Sand 71' (pen.) |     | 26' Fernandinho 41' Luan 82', 82' Ramiro | Stadion: Estadio Ciudad de Lanús, Lanús Toeschouwers: 45.000 Scheidsrechter: Cáceres Assistenten: Eduardo Cardozo Assistenten: Juan Zorrilla Vierde official: Éber Aquino Video-assistenten: Jesús Valenzuela Video-assistenten: Milcíades Saldívar Video-assistenten: Víctor Carrillo (AVAR) |
| 29 november 2017 20:45 (UTC−4) |                 |     |                                          | Stadion: Estadio Ciudad de Lanús, Lanús Toeschouwers: 45.000 Scheidsrechter: Cáceres Assistenten: Eduardo Cardozo Assistenten: Juan Zorrilla Vierde official: Éber Aquino Video-assistenten: Jesús Valenzuela Video-assistenten: Milcíades Saldívar Video-assistenten: Víctor Carrillo (AVAR) |
| 29 november 2017 20:45 (UTC−4) |                 |     |                                          | Stadion: Estadio Ciudad de Lanús, Lanús Toeschouwers: 45.000 Scheidsrechter: Cáceres Assistenten: Eduardo Cardozo Assistenten: Juan Zorrilla Vierde official: Éber Aquino Video-assistenten: Jesús Valenzuela Video-assistenten: Milcíades Saldívar Video-assistenten: Víctor Carrillo (AVAR) |
|                                |                 |     |                                          | |

 Grêmio wint met 3-1 over twee wedstrijden.
| Winnaar Copa Libertadores 2017 |
| ------------------------------ |
| Grêmio 3e titel                |